# Volkolak
Volkolak (Волколак) est un groupe de pagan et folk metal russe, originaire de Blagovechtchensk, dans la région du fleuve Amour. Formé en 1997, Volkolak puise son inspiration dans les anciennes traditions et le paganisme, viking notamment. Волколак (Volkolak) signifie lycanthrope en russe.

## Biographie
Volkolak est un groupe de pagan folk russe. Le groupe est formé en 1997 à Blagovechtchensk, dans la région du fleuve Amour, à l'est de la Russie. En 1999, le groupe sort son premier album Тёмный блеск чешуи. Il est suivi trois ans plus tard, en 2002, de Подвиг Седого Короля.
En 2004, le groupe publie l'album Слава Яриле puis le split Белые амурские волки, suivi par l'album Слава Яриле !. En 2005, Volkolak sort Тёмный Блеск Чешуи (Dark Shine of Scales), un album de black metal avec une formation réduite. En 2008, un fan croate du groupe félicite l'album pour son « idéologie suprémaciste blanche. »
Après un long silence Volkolak sort en 2012 l'album Сгинуть (Disappear) sur le label français Crush the Desert Records. Suivra l'album Ледяной поход и Сказки старого волка (Ice Hike and Tales of the Old Wolf) qui sortira en deux versions différentes en Russie et en Europe. En 2017, le label Crush the Desert réédite sous forme de double CD les albums Feat of the Grey King et Hail to the God of the Sun.

## Discographie
- 1999 : Тёмный Блеск Чешуи (Dark Shine of Scales)
- 2002 : Подвиг Седого Короля (Feat of the Grey King)
- 2004 : Белые Амурские Волки (White Amur Wolfs)
- 2004 : Вороны Да Вороги (The Raven and the Enemies)
- 2004 : Слава Яриле! (Hail to the God of the Sun)
- 2005 : Тёмный Блеск Чешуи (Dark Shine of Scales)
- 2012 : Сгинуть (Disappear)
- 2016 : Ледяной поход и Сказки старого волка (Ice Hike and Tales of the Old Wolf)
- 2017 : MMII - MMIV (réédition de Feat of the Grey King et Hail to the God of the Sun)

## Membres

### Membres actuels
- Ilya Tyan - basse
- Danil Bujnitsky - basse
- Mikhail Bylin - basse, mandoline, chœurs
- Grigoriy Kiryukhin - guitare, harpe, chant
- Denis Babitsky - batterie
- Alexandra Fokina - flute

### Anciens membres
- Pavel Burgov - batterie, percussions, chœurs
- Larisa Kiryukhina- flute, chœurs